# Lerista allochira
Espèce
Statut de conservation UICN

 LC  : Préoccupation mineure
Lerista allochira est une espèce de sauriens de la famille des Scincidae.

## Répartition
Cette espèce est endémique d'Australie-Occidentale en Australie.

## Publication originale
- Kendrick, 1989 : Two new species of Lerista (Lacertilia: Scincidae) from the Cape Range and Kennedy Range of Western Australia. Journal of Herpetology, vol. 23, no 4, p. 350-355.